# شریف‌الزمان
شریف‌الزمان (بنگالی: শরিফুজ্জামান؛ زادهٔ ۱۹۵۱) بازیکن فوتبال اهل بنگلادش بود.
وی همچنین در تیم ملی فوتبال بنگلادش بازی کرده است.